# Kuro Digitális Komplexum állomás
Kuro (Guro) Digitális Komplexum állomás a szöuli metró 2-es vonalának állomása; Szöul Kuro-ku (Guro-gu) kerületében található. A neve 2004-ig Kurogongdan (구로공단, 九老工團, Gurogongdan) volt.

## Viszonylatok
| 2-es vonal                                          | 2-es vonal | 2-es vonal                                                      |
| --------------------------------------------------- | ---------- | --------------------------------------------------------------- |
| Sindebang (Sindaebang) (külső oldal) Városháza felé | fő vonal   | Terim (Daerim) (belső oldal) Cshungdzsongno (Chungjeongno) felé |